# 拉博特冰川
拉博特冰川（英語：Rabot Glacier），是南極洲的冰川，位於沙克爾頓海岸，屬於伊麗莎白女王嶺的一部分，最終注入馬爾什冰川，由新西蘭探險隊命名，現時由南極條約體系管理。